# 마르첼리나
마르첼리나(이탈리아어: Marcellina)는 이탈리아 라치오주 로마현에 위치한 코무네다. 로마로부터 북동쪽 30km 거리에 있다.